# Довє
Довє (словен. Dovje) — поселення в общині Кранська Гора, Горенський регіон, Словенія. Висота над рівнем моря: 703 м.